# Segelflugmodell
Ein Segelflugmodell ist ein Flugmodell ohne eigenen Antrieb. Segelflugmodelle werden im Hangflug (Deich, Hügel oder Berg) zum Fliegen im Hangaufwind bzw. in der Ebene im Thermikflug genutzt. Während – je nach Windverhältnissen – am Hang das Werfen des Modells gegen den Wind meistens ausreicht, werden in der Ebene Schleppflugzeuge, Hochstarteinrichtungen (Winden, Gummiseile) oder spezielle Wurftechniken wie z. B. der SAL (Side-Arm-Launch) verwendet.

## Merkmale

Segelflieger mit Motor (Motorsegler) und Fernsteuerung

Ein Modellsegelflugzeug hat im Allgemeinen eine Tragfläche mit hoher Streckung und einen schlanken Rumpf.
Höhen- und Seitenleitwerk können sehr unterschiedlich angeordnet sein, aus der (in Flugrichtung von hinten oder vorne) resultierenden Form des Leitwerksverbunds ergeben sich dann meist die Bezeichnungen der einzelnen Leitwerkskonfigurationen. Bekannteste Beispiele sind das Kreuzleitwerk (das Höhenleitwerk bildet mit dem Seitenleitwerk ein Kreuz), das T-Leitwerk (das Höhenleitwerk sitzt auf dem Seitenleitwerk) sowie dem V-Leitwerk (zwei V-förmig auf dem Leitwerksträger des Rumpfs befestigte Leitwerkshälften, die jeweils gleichzeitig hälftig die Funktion des Höhenleitwerks und des Seitenleitwerks übernehmen). Dem in der manntragenden Fliegerei eher selten anzutreffenden V-Leitwerk werden besonders gute aerodynamische Eigenschaften (geringer Luftwiderstand) nachgesagt. Zusätzlich ist ein V-Leitwerk in der Regel leichter (und erleichtert dadurch das Erreichen der optimalen Schwerpunktlage des Segelflugzeugs), da es ohne eine dritte Dämpfungsfläche auskommt.
Unterscheiden kann man auch die Art, wie das Modellflugzeug gesteuert wird. Die wichtigste Unterscheidung erfolgt hierbei nach der Anzahl der gesteuerten Freiheitsgrade (Achsen) zur Richtungssteuerung:
1. Ein-Achs-Steuerung (nur Seitenruder), ermöglicht die Steuerung um die Vertikal-/Hochachse (auch 'Gierachse') zur Änderung der Flugrichtung in der Horizontalen (analog zum Lenken eines Boden- oder Wasserfahrzeugs) für den Kurvenflug.
2. Zwei-Achs-Steuerung 'Seite/Höhe' (Seiten- und Höhenruder), ermöglicht zusätzlich die Steuerung um die Horizontal-/Querachse (auch 'Nicken') zur Beeinflussung der Geschwindigkeit und der Flugrichtung in der Vertikalen ('Phygoide').
3. Zwei-Achs-Steuerung 'Quer/Höhe' (Quer- und Höhenruder), verwendet gegenüber der 'Seite/Höhe'-Steuerung die Steuerung zum Kurvenflug mittels Querrudern, wodurch auch Kunstflugfiguren wie Rollen möglich werden. Diese Steuerungsart kommt nahezu ausschließlich bei agilen Segelflugmodellen, die eine geschwindigkeitsorientierte Auslegung haben, zum Einsatz.
4. Drei-Achs-Steuerung (Seiten-, Quer- und Höhenruder), diese Kombination der oben genannten Steuerungsvarianten entspricht der Verwendung der Steuerflächen (Ruder) in den heutigen Flugzeugen der manntragenden Fliegerei.

Weitere Unterscheidungsmerkmale in der Steuerung ergeben sich aus der Verwendung von Steuermechanismen zur Erhöhung oder Reduzierung des Tragflächenauftriebs beziehungsweise des Luftwiderstands (Wölb-, Stör- und/oder Bremsklappen).